# رضا هوشمند
رضا هوشمند (زاده ۱۳۰۲  – درگذشته ۳۱ اردیبهشت ۱۳۶۸) بازیگر و چهره‌پرداز ایرانی بود.

## زندگی
هوشمند کار هنری را از سال ۱۳۳۰ با پیش‌پرده و تصنیف خوانی‌در تئاتر گیلان آغاز کرد. او که از شاگردان اسماعیل مهرتاش بود در سال ۱۳۳۵ به تهران رفت. او در سال ۱۳۳۹ به دعوت علی محزون که در آن زمان در شیراز فعالیت تئاتری داشت، به آن شهر رفت و به مدت یک سال در آنجا کار تئاتر را ادامه داد. هوشمند در سال ۱۳۴۰ همکاری خود با تلویزیون را به عنوان چهره‌پرداز آغاز کرد و با بازی نقش کوتاهی در فیلم فردا روشن است وارد سینما شد. او در کنار بازیگری، در یکی از چاپخانه‌ها به کار صحافی نیز اشتغال داشت. هوشمند سال‌ها بعد به گروه پرویز صیاد پیوست. او ابتدا به عنوان چهره‌پرداز و سپس بازیگر، به اتفاق همسر خود فرخ‌لقا هوشمند، در چند فیلم و مجموعه تلویزیونی با صیاد همکاری کرد. او در فیلم‌هایی مانند شب قوزی، خواستگار، اسرار گنج دره جنی بازی کرد. پس از انقلاب، به دعوت بهرام بیضایی در فیلم باشو، غریبه‌ی کوچک نقش کوتاهی به عهده گرفت. سپس در مجموعهٔ تلویزیونی کوچک جنگلی نقش ژنرال آسینکوف روسی را بازی کرد.

## همسر و فرزندان
آتنا اشتیاقی نوازنده ساز ویولنسل نوۀ او است.

## درگذشت
در ۳۱ اردیبهشت ۱۳۶۸ در سن ۶۵ سالگی بر اثر بیماری آتروفی مغز در یکی از بیمارستان‌های تهران درگذشت و در بهشت زهرای تهران قطعه ۱۱۱، ردیف ۷۰، شماره ۷۸ به خاک سپرده شد.

## فیلمشناسی

### بازیگر

#### سینمایی
- باشو، غریبه کوچک (بهرام بیضایی) (۱۳۶۵)
- میرزا کوچک‌خان (امیر قویدل) (۱۳۶۲)
- آفتاب نشینها (مهدی صباغ زاده) (۱۳۶۰)
- صمد به شهر می‌رود (پرویز صیاد) (۱۳۵۸)
- ماجراهای علاءالدین و چراغ جادو (۱۳۵۷)
- صمد در راه اژدها (پرویز صیاد) (۱۳۵۶)
- تعصب (۱۳۵۴)
- صمد خوشبخت می‌شود (پرویز صیاد) (۱۳۵۴)
- اسرار گنج دره جنی (ابراهیم گلستان) (۱۳۵۳)
- صمد آرتیست می‌شود (۱۳۵۳)
- صمد به مدرسه می‌رود (۱۳۵۲)
- خواستگار (علی حاتمی) (۱۳۵۱)
- مردان خشن (۱۳۵۰)
- ببر مازندران (۱۳۴۷)
- کشتی نوح (۱۳۴۷)
- بیست سال انتظار (۱۳۴۵)
- پسر دهاتی (۱۳۴۵)
- داغ ننگ (ایرج قادری) (۱۳۴۴)
- اشک یتیم (۱۳۴۳)
- جاهل محل (۱۳۴۳)
- شب قوزی (فرخ غفاری) (۱۳۴۳)
- ستاره‌ای چشمک زد (۱۳۴۲)
- لاشخورها(۱۳۴۲)
- اشک شوق (۱۳۴۱)
- فردا روشن است (۱۳۳۹)
- روزنه امید (۱۳۳۸)

#### تلویزیونی
- پاییز صحرا (۱۳۶۳)
- هشتمین سفر سندباد (۱۳۵۶)
- هزار و یک شب (۱۳۵۴)
- مأمور ما صمد در ماجراهای بالاتر از خطر (۱۳۵۳)
- ماجراهای صمد (۱۳۵۲)
- سرکار استوار (۱۳۴۶)
- حرف تو حرف (۱۳۴۴)

## چهره پرداز
- صمد در راه اژدها (۱۳۵۶)
- تعصب (۱۳۵۴)
- صمد خوشبخت می‌شود (۱۳۵۴)
- صمد آرتیست می‌شود (۱۳۵۳)
- مسلخ (۱۳۵۳)
- تنگنا (۱۳۵۲)
- صمد به مدرسه می‌رود (۱۳۵۲)
- خواستگار (۱۳۵۱)
- صمد و سامی، لیلا و لی‌لی (۱۳۵۱)
- صمد و فولاد زره دیو (۱۳۵۱)
- فاتح دلها (۱۳۵۱)
- برای که قلب‌ها می‌تپد (۱۳۵۰)
- ببر مازندران  (۱۳۴۷)
- عشق قارون (۱۳۴۷)
- کشتی نوح (۱۳۴۷)
- پسر دهاتی (۱۳۴۵)
- مأمور دو جانبه (۱۳۴۵)
- داغ ننگ (۱۳۴۴)
- شیرمرد (۱۳۴۴)
- من مادرم (۱۳۴۴)
- اشک یتیم (۱۳۴۳)
- جاهل محل (۱۳۴۳)
- ستاره‌ای چشمک زد (۱۳۴۲)
- لاشخورها (۱۳۴۲)
- محکوم (۱۳۴۲)
- اشک شوق (۱۳۴۱)